# نظریه ی اپراستار
دیدمان یا نظریه ی اپراستار (به انگلیسی Appraisal Theory) یک نظریه ی مادر در زمینه ی روانشناسی هیجان است. بر پایه ی این دیدمان، هیجان ها از  اپراستار (نوعی ارزیابی ، برآورد یا تخمین سریع) های ما از رویداد های پیرامونمان ساخته می شوند. در واقع اپراست ما از یک موقعیت با عث به وجود آمدن یک واکنش عاطفی می شود که به آن اپراستار بستگی دارد. برای مثال این امر در باره ی قرار اول صدق می کند. اگر نتیجه ی قرار مثبت اپراست شود ، فرد ممکن است احساس شادی ، شگفتی یا ذوق زدگی کند. چرا که این رویداد را به گونه ای اپراست کرده که در آن امکان رابطه ی مفید ، ازدواج و یا تشکیل خانواده وجود دارد. ار سوی دیگر اگر قرار به صورت منفی اپراست شود ، ممکن است هیجان هایی مانند غم ، پوچی یا ترس را در خود بوجود آوریم.

## ریشه شناسی واژه
واژه ی Appraisal در انگلیسی ، از فرانسه و خود فرانسه از لاتین و لاتین از فارسی گرفته شده است. ریشه آن کارواژه ی "اپراستن" به معنی تنظیم کردن و ردیف کردن بر اساس ارزش است. ریخت کنونی این واژه را می توان در کارواژه ی "افراشتن" و واژه ی "سرافراز" جست .

## تراداد اپراستار
منظور از سنت یا تراداد اپراستار  مجموعه نظریه هایی هستند که گستره ای بر دیدمان اپراستار به عنوان نظریه ی مادر برشمرده می شوند. نظریه های اپراستار هیجان نظریه هایی هستند که بیان می کنند هیجان ها نتیجه ی تفسیر و توضیح های افراد از شرایط خودشان است.

## اپراستار نخستین
فرایند اپراستار به دو دسته فروکاسته می شود : اپراستار نخستین ، اپراستار دومین. در اپراستار نخستین یک فرد او دو جنبه از وضعیت را بررسی می کند: همپیوندی انگیزشی و همخوانی انگیزشی. هنگام بررسی همپیوندی انگیزشی فرد به پرسش "این وضعیت چقدر به نیاز های من مرتبط است؟" پاسخ میدهد و بنا بر آن فرد اپرازش می کند که چقدر این وضعیت برای او مهم و مهند است. پژوهش ها نشان داده اند که جنبه ی همپیوندی انگیزشی بر شدت هیجان تجربه شده تاثیر و هنود می گذارد. به طوری که وقتی یک وضعیت برای سلامت و رفاه فرد بسیار مرتبط و همپیوند است ، واکنش هیجانی شدید تری ایجاد می کند.  جنبه ی دوم اپراستار نخستین برای فرد بررسی همخوانی انگیزشی است ، هنگام بررسی همخوانی انگیزششی یک وضعیت با فرد  ، او به این پرسش پاسخ می دهد که " این وضعیت به هدف های من همخوان و هماهنگ است یا نه؟"نشان داده شده است که میان تجربه ی شدید تر هیجان با همخوان دانستن آن وضعیت با انگیزه های فرد همبستگی وجود دارد.

## اپراستار دومین
هیجان های افراد همچنین تحت تاثیر و هنود اپراستار دومین آنها از یک موقعیت نیز قرار می گیرد. اپراستار دومین دربرگیرنده ی بررسی منابع و گزینه های فرد برای درگیری و رو در رویی است. یکی از جنبه های اپراستار دومین ، مسئولیت یا ویبایش یابی است، بررسی این که "چه کسی باید مسئول آن شناخته شود؟" است. یک فرد می تواند خود را ، دیگری را و یا گروه از افراد را مسئول وضع موجود اپراست کند. ممکن است افراد برای یک رویداد مفید و برای یک رویداد دیگر مضر شناخته شوند. فرون بر آن ، فرد می تواند وضعیت کنونی را ناشی از شانس و بخت ببیند. نحوه ای که افراد می بینند چه کسی یا چه چیزی باید مسئول شناخته شود ، تلاش های آنها را برای رو در رویی با هیجان هایی که تجربه می کنند را هدایت و راهنمایی می کند. جنبه ی دیگری از اپراستار دومین پتانسیل یا توند رو در رویی در فرد است. توند رودررویی ، توانایی به کار گیری راهبرد های مقابله ای متمرکز بر مشکل یا متمرکز بر هیجان برای مدیریت یک تجربه ی هناختی است.

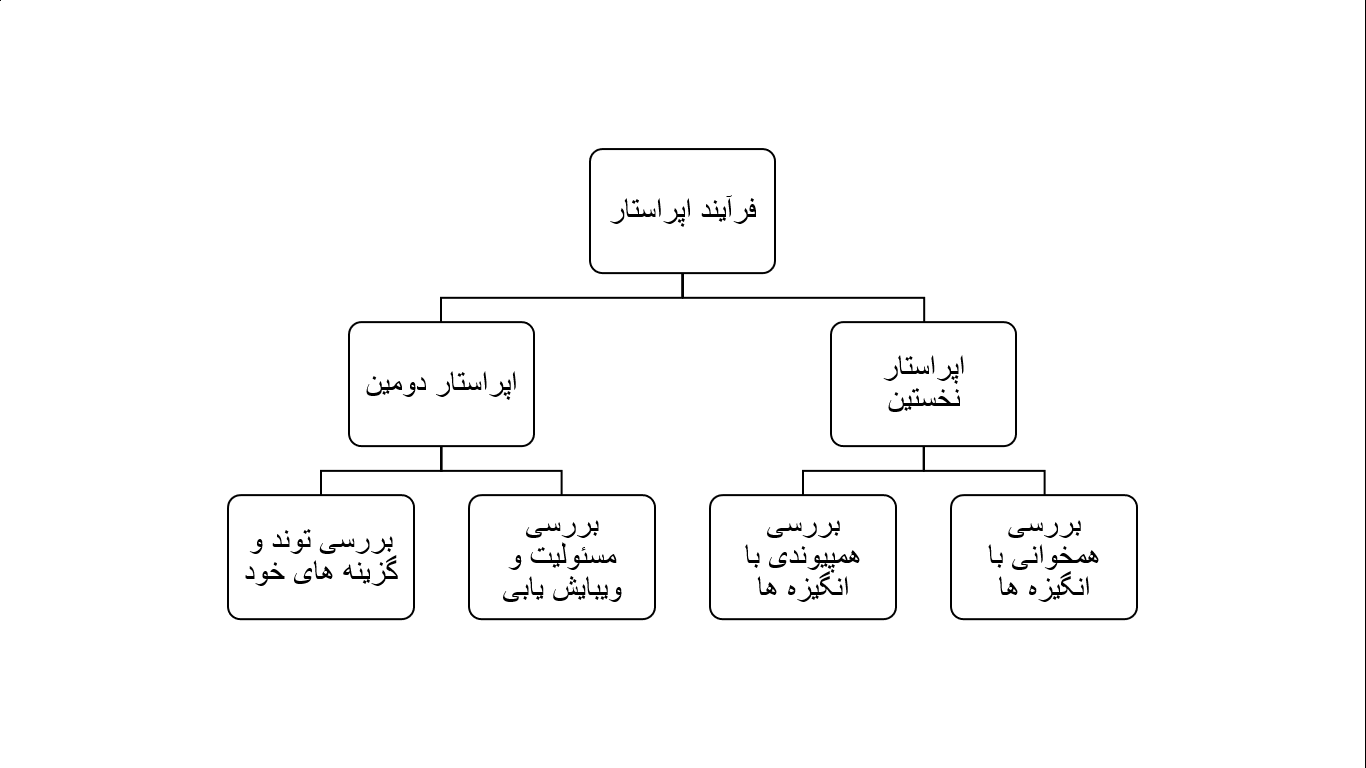
فرآیند اپراستار